# Wodapalooza
Wodapalooza es una competencia de CrossFit, que se lleva a cabo cada año en el mes de febrero, y que tiene origen en Miami Florida. Es sede de más de 1500 atletas del deporte donde se reúnen en el evento más importante de la comunidad. Tiene una duración de cuatro días donde celebran no solo los que compiten sino también los espectadores. 
El evento consta de tres modalidades, Wodapalooza Miami, donde se realiza una competencia de tres días y participan los mejores del deporte para mostrar su mejor esfuerzo bajo las luces de Miami, se requiere pasar un calificador en línea para participar; WZA Weightlifting Faceoff, que consiste en un día de competencia de levantamiento de pesas, y solo se necesita registrarse; y WZA Experience, que durante los cuatro días hay presentaciones de expertos en la industria y proveen información sobre el deporte, hay vendedores de comida, y existe la posibilidad de toparse con los atletas.

## Tabla de clasificación 2019

### Hombres
1. Patrick Vellner
2. Travis Mayer
3. Noah Ohlsen
4. Drew Wayman
5. Saxon Panchik

### Mujeres
1. Tia Clair-Toomey
2. Kari Pearce
3. Sara Sigmunsdottir
4. Kristin Holte
5. Dani Speegle[2]